# Lovsång (roman)
Lovsång (engelska originalets titel: Anthem) är en kortroman av Ayn Rand från 1938. Den har även utgivits på svenska under titeln Hymn.
Berättelsen är skriven i första person och är en dystopisk skildring av ett extremt kollektivistiskt samhälle. Den handlar, i korta drag, om förlusten och återupptäckten av ett av språkets mest centrala begrepp: begreppet jag.
Anthem publicerades första gången 1938 på ett engelskt förlag; en kraftigt omarbetad ny upplaga kom på amerikanskt förlag 1946. 1996 utgavs en jubileumsupplaga, där man förutom 1946 års text kan läsa 1938 års text i faksimil med Ayn Rands egna strykningar och ändringar.
Anthem har översatts två gånger till svenska: första gången 1984 av Annika Döös (då utgiven med titeln Hymn ISBN 91-7268-077-6), andra gången 1996 av Per-Olof Samuelsson med omslagsillustration av Max Magnus Norman (Utgiven med titeln Lovsång ISBN 91-630-4089-1).